# Mado Robin
Pour les articles homonymes, voir Robin et Mado (homonymie).
Madeleine Marie Robin, dite Mado Robin, née le 29 décembre 1918 à Yzeures-sur-Creuse et morte le 10 décembre 1960 à Paris, est une cantatrice soprano française. Elle fut surnommée « la voix la plus haute du monde », pouvant atteindre le double contre-ut même si elle ne se contentait que largement de son contre-si bémol, surprenant les publics du monde entier.
Elle fut emportée par un cancer peu de temps avant d'interpréter pour la 1500e représentation le rôle-titre de Lakmé.

## Biographie

### Jeunesse et formation
La famille de Mado Robin possédait depuis 1925 le château des Vallées à Tournon-Saint-Pierre, près d'Yzeures-sur-Creuse. Elle passe sa jeunesse avec ses deux sœurs, élevée dans un environnement musical, entre les études à la ville et les séjours à la campagne. À treize ans, ses capacités vocales l'amènent à travailler sa voix avec Mme Fourestier. Remarquée par le baryton italien Titta Ruffo, celui-ci la recommande à son ami Mario Podesta, qui la forme alors au bel canto.
Après deux années d’initiation, elle remporte en 1937 le premier prix du concours des sopranos de l’opéra de Paris. En 1942, avec l'aide de Mario Podesta et la maison de disques Pathé-Marconi, elle donne un récital salle Gaveau à Paris. Elle atteint la consécration en 1944, avec ses débuts au music-hall, sur la scène de l'A.B.C., et à l'Opéra de Paris, dans le rôle de Gilda de Rigoletto.
Elle est invitée par le préfet des ruines Édouard Lebas au théâtre de Coutances pour célébrer la reconstruction de la ville à la fin des années 1940.

### Carrière internationale

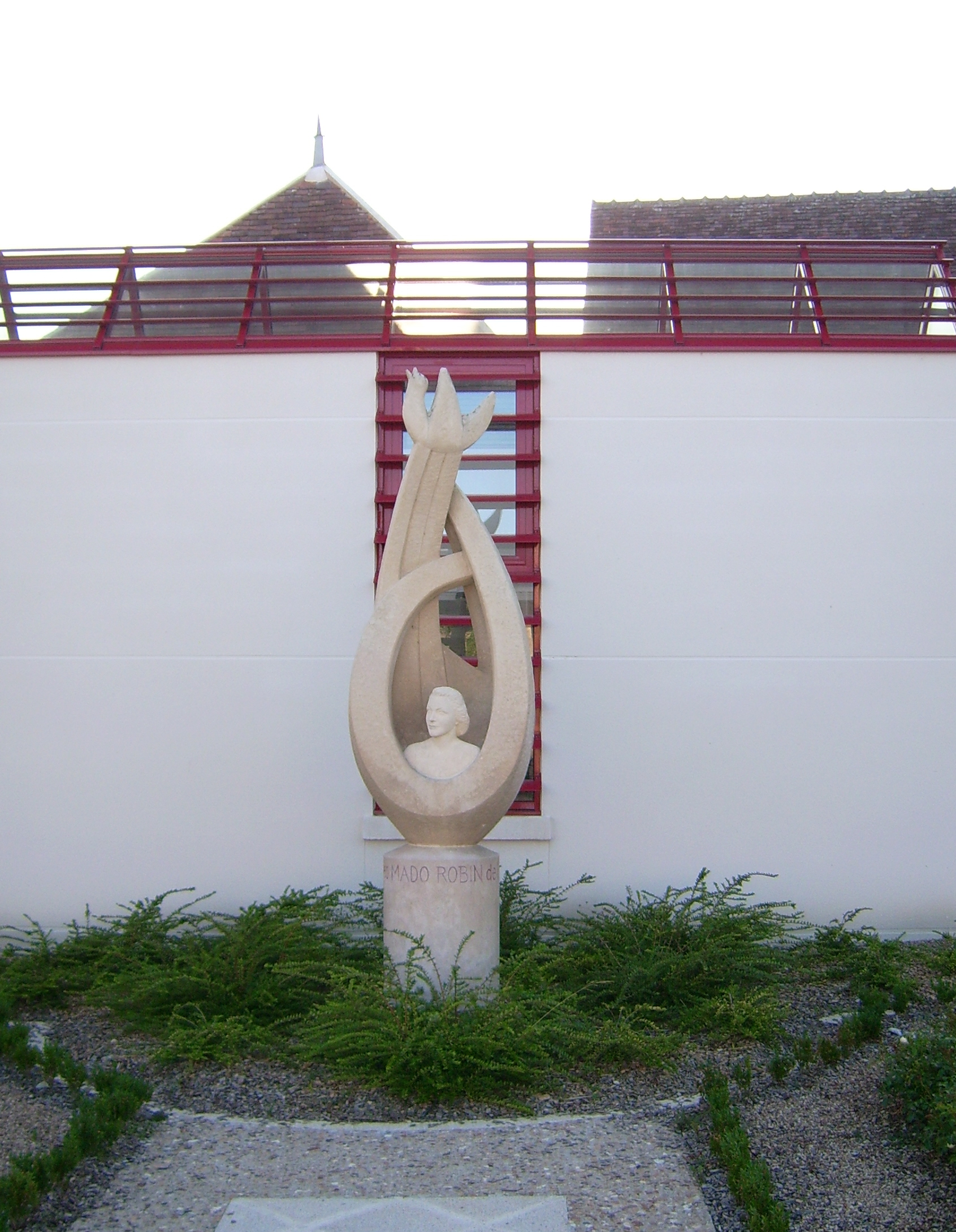
Buste de Mado Robin à Yzeures-sur-Creuse.

Elle devient célèbre dans le monde entier pour ses excursions dans la stratosphère vocale en parvenant à donner un contre-contre-ré, la note la plus aiguë jamais chantée. Elle était souvent surnommée avec respect « The French stratospheric colorature ». Un célèbre journal américain titrait alors « Elle a franchi le mur du son ». En 1952, elle enregistre Lakmé sur disque Decca.
Très présente à la radio en France dès les années 1950, puis à la télévision, elle crée en 1951 Rossignol d'Igor Stravinsky à l'opéra de Monte-Carlo.
Elle triomphe en 1954 dans le rôle de Rosine lors de représentations exceptionnelles du Barbier de Séville à l'opéra de Marseille, où le jeune Roberto Benzi dirige son premier ouvrage lyrique complet, avec Michel Dens (Figaro), Michel Sénéchal (le Comte Almaviva), Raymond Armond (Bartholo), André Huc-Santana (Basile). Elle fait également de nombreuses tournées à l'étranger, notamment à San Francisco et à Los Angeles, où, la même année, elle chante Lucia di Lammermoor de Donizetti, puis en Union soviétique, où elle donne en 1959, treize concerts en vingt jours, interprétant Rigoletto de Giuseppe Verdi en russe. Par ailleurs, elle ne dédaigne pas de chanter dans les fêtes populaires, notamment au profit d'œuvres sociales et des prisonniers durant la Seconde Guerre mondiale, dans sa région natale et au Blanc.

### Une voix exceptionnelle
Reynaldo Hahn, directeur de l'opéra de Paris disait à son sujet qu'avec cette chanteuse on ne transpose jamais. Son contre-si bémol émerveilla le public de nombreuses salles de spectacles à travers le monde. Elle atteignait la hauteur du ré6, soit 2 320 vibrations à la seconde. D'autres chanteuses ont atteint cette note, mais elle fut la seule à réussir une carrière internationale sur les scènes lyriques. Ses cordes vocales, étudiées par des scientifiques avaient une épaisseur d'un centimètre. Seule Erna Sack pouvait atteindre à l'époque de telles notes.

### Rôles
Ses rôles les plus marquants sont Gilda dans Rigoletto, Rosine dans Le Barbier de Séville, Olympia dans Les Contes d'Hoffmann, la Reine de la Nuit dans La Flûte enchantée, Leila dans Les Pêcheurs de perles et surtout Lakmé dans l'opéra du même nom.

### Femme de cœur
Mado Robin était très appréciée pour sa modestie et sa gentillesse toute naturelle. Elle passait ainsi de nombreuses heures à prendre soin de ses collègues chanteurs auxquels elle apportait réconfort et soutien. Selon son agent, Robert Deniau, « elle a toujours semblé s'excuser d'avoir du talent ».

### Vie privée
Mariée à 17 ans avec l'Anglais Alan Smith, mort peu de temps après la fin de la Seconde Guerre mondiale dans un accident de voiture, elle en eut une fille, Michelle. En 1946 elle rencontre un chirurgien dentiste d’origine russe, Marc Movschin, avec lequel elle vivra jusqu’à son décès.

### Mort
En 1960, lors d'une reprise que l'établissement a prévu de lui dédier pour son 42e anniversaire, elle doit assurer la 1 500e représentation de Lakmé à l'Opéra-Comique. Le 10 décembre, dix-neuf jours avant la première, au 11bis, rue Ampère, Mado Robin succombe à un cancer généralisé qui la rongeait depuis des mois. La nouvelle de sa mort se propage dans tous les théâtres de Paris le soir même.
Elle est inhumée au cimetière d'Yzeures-sur-Creuse (Indre-et-Loire).

## Hommages

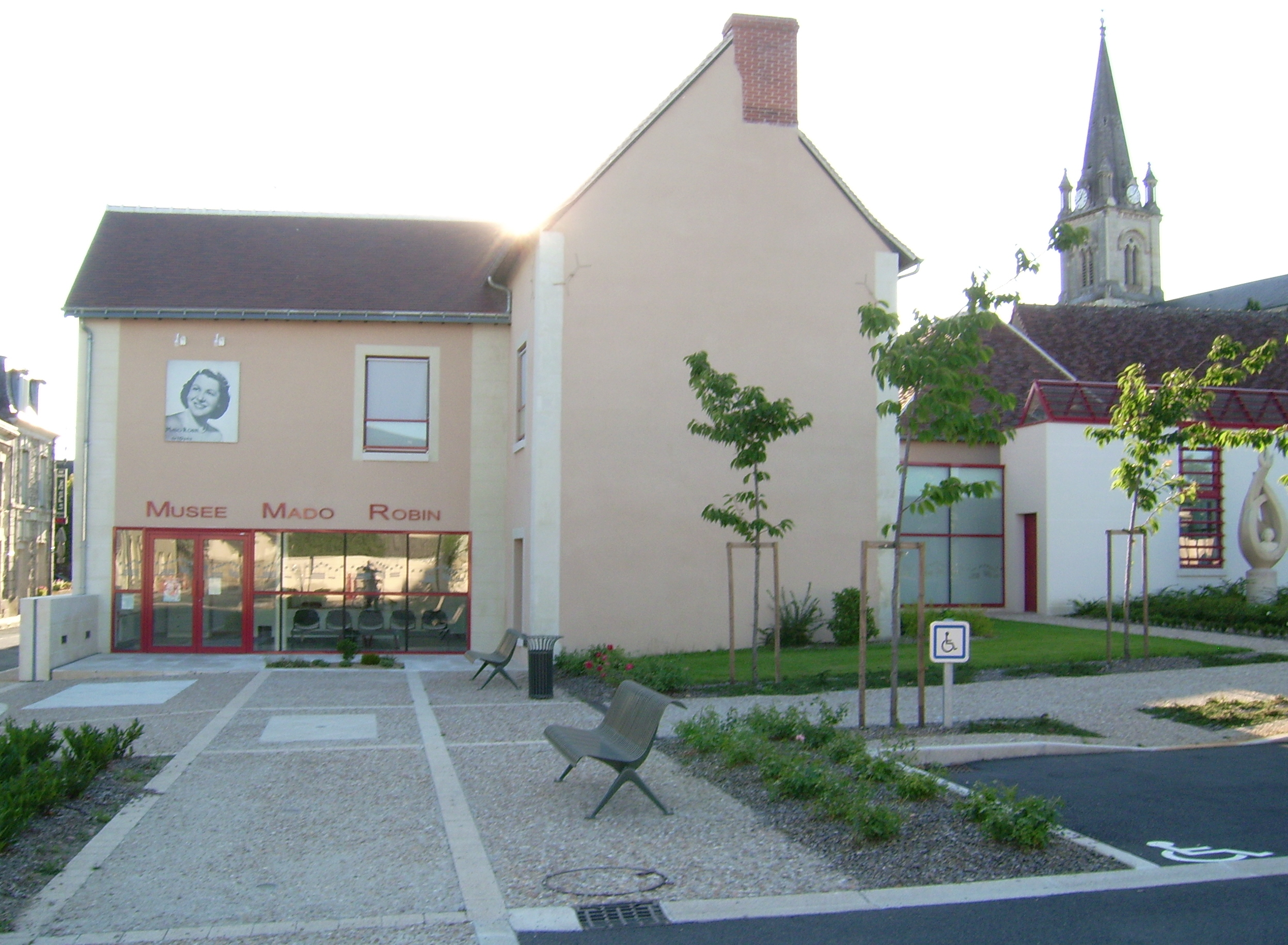
Le musée Mado Robin à Yzeures-sur-Creuse.

Un musée lui est consacré dans sa commune natale. Inauguré en décembre 2009, il détaille sa vie à l'aide de nombreux objets-souvenirs comme des costumes ou de vieux tourne-disques lui ayant appartenu. Près de là s'élève un buste à son effigie, œuvre de Jacques Walter, de l'atelier Ricwal.
Le Centre Paris Anim’ Mado Robin dans le 17e arrondissement de Paris lui rend hommage.
Marianne Mélodie produit en 2010 un documentaire sur Mado Robin La Voix la plus Haute du Monde et les 50 ans de sa mort.

## Distinctions et prix
- Elle obtient le 1er prix au concours de l'opéra de Paris en 1937.
- Elle reçoit le Grand prix du disque de l'Académie Charles-Cros en 1952.
- L'astéroïde 33343 a été baptisé Madorobin. Il est suivi par l'astéroïde 33344 Madymesplé, 33345 Nataliedessay et 33346 Sabinedevieilhe, les 4 sopranos françaises les plus réputées, ayant interprété le rôle de Lakmé à l'opéra comique.

## Enregistrements
- Lakmé de Léo Delibes avec l'orchestre Radio-lyrique et les chœurs de la RTF dirigé par Jules Gressier avec Mado Robin pour Lakmé, Camille Maurane pour Frédéric, Nadine Sautereau pour Ellen, Charles Richard, Denise Monteil, Gabrielle Ristori, Pierre Savignol, René Lenoty, Albert Caurat et Pierre Roy. Enregistrement radiophonique analogique des 24 et 25 janvier 1955 au Studio Armand Moissant à Paris, Rodolphe Productions en collaboration avec l'INA. Réf RPC 32426/27 2 CD.
- Mado Robin - CD 1 Airs d’opéra Direction Eugène Bigot - CD 2 Airs et duos d’opéra Direction Richard Blareau - CD 3 La Traviata - Verdi Pierre Dervaux, Salle Wagram, 1960 - CD 4-5 Lakmé Chœurs et orchestre sous la direction de Jules Gressier, Paris 1955 - CD 6 Rigoletto – Verdi Orchestre Radio-Lyrique de la RTF direction Robert Benedetti, Paris 1956 - CD 7 L’École des Maris Emmanuel Bondeville Orchestre et Chœurs du Théâtre National de l’Opéra-Comique Direction : Albert Wolff, Paris 1954 - CD 8 Mélodies et airs populaires Les 78 tours, 1942-1959

Malibran Ref: F17004